# RARBG
RARBG - вебсайт, створений 2008 року, який надає торентові файли та магнетові ланки для полегшення обміну файлами, використовуючи протокол BitTorrent. У 2023 році через наслідки коронавірусу, російське вторгнення в Україну та велику інфляцію власники сайту припинили його підтримку й закрили.

## Блокування та цензура
У грудні 2008, сайт закрився на один тиждень через легальні утиски з боку нідерландської асоціації lBREIN. Сайт спеціалізується на високоякісних кінострічках, але містить також ігри, програмне забезпечення та музику. Найбільш використовуваним доменом сайту є RARBG.to, але він також має кілька інших офіційних доменних імен, включаючи RARBG.is та RARBGORG.to.
RARBG заблоковано в наступних країнах:
| Країна                     | Дата блок              |
| -------------------------- | ---------------------- |
| Саудівська Аравія          | 2 квітня 2014 року     |
| Велика Британія            | 27 листопада 2014 року |
| Данія                      | 27 березня 2015        |
| Португалія                 | 26 жовтня 2015         |
| Пакистан                   | Невідомо               |
| Болгарія                   | Невідомо               |
| Індія                      | Невідомо               |
| Марокко                    | Невідомо               |
| Індонезія                  | 10 жовтня 2017 року    |
| Об'єднані Арабські Емірати | 8 червня 2018 року     |
| Ірландія                   | 18 січня 2018 року     |
| Австралія                  | 18 серпня 2017 року    |
| Фінляндія                  | 7 червня 2018 року     |

## Відсилання
1. ↑  rarbg.to Site Info. Alexa Internet. Архів оригіналу за 20 квітня 2018. Процитовано 25 березня 2016. [Архівовано 20 квітня 2018 у Wayback Machine.]
2. ↑  BREIN Chases Another BitTorrent Tracker to Sweden. Архів оригіналу за 2 вересня 2018. Процитовано 1 вересня 2018.
3. ↑  Saudi Arabia Government Blocks The Pirate Bay (and More). Архів оригіналу за 11 червня 2018. Процитовано 1 вересня 2018.
4. ↑  UK Piracy Blocklist Expands With Demonoid, Isohunt, IPTorrents and More. Архів оригіналу за 15 березня 2018. Процитовано 1 вересня 2018.
5. ↑  Popular Torrent and Streaming Sites Blocked in Denmark. Архів оригіналу за 21 квітня 2018. Процитовано 1 вересня 2018.
6. ↑  Portugal Blocks Popular Torrent and Streaming Sites. Архів оригіналу за 2 вересня 2018. Процитовано 1 вересня 2018.
7. ↑  Websites infringing TV and film copyright to be blocked. Архів оригіналу за 15 січня 2018. Процитовано 1 вересня 2018.
8. ↑  Court Orders Aussie ISPs to Block Dozens of Pirate Sites. Архів оригіналу за 3 липня 2018. Процитовано 1 вересня 2018.
9. ↑  MAO:311/18. Архів оригіналу за 31 липня 2018. Процитовано 1 вересня 2018.

## Зовнішні ланки
- Офіційний сайт